# El Arnab
El Arnab è un solitario arabo basato sul mancala. Viene giocato dalla popolazione dei Kababish in Sudan. Il significato del nome è "il coniglio". Altri solitari simili giocati sempre dai Kababish sono "il gioco del diavolo", "lo scorpione" e "la storia delle due fanciulle".
Nota: per la terminologia usata in questa voce, vedi mancala

## Regole
Il tavoliere da El Arnab è un piccolo tavoliere da mancala 2x3 con granai (dato il ruolo che svolgono i granai e lo scopo del gioco, si potrebbe giocare lo El Arnab anche su un tavoliere 2x4 senza granai). Le buche sono inizialmente riempite come segue:
- 3 semi nel granaio di sinistra
- 1 seme nel granaio di destra
- 2 semi in ciascuna delle quattro buche agli estremi delle file
- 1 seme in ciascuna delle due buche centrali

Questa configurazione rappresenta un coniglio: i 3 semi sono la testa, le buche con 2 semi sono le zampe (anteriori e posteriori), quelli da 1 seme il corpo e la coda rispettivamente.
Il giocatore preleva tutti i semi dalla buca che corrisponde alla zampa anteriore destra del coniglio, e inizia una semina in senso antiorario. La semina coinvolge anche i granai (che si comportano come buche qualsiasi) ed è "a staffetta". Si verificano due fatti curiosi:
- la semina non termina mai;
- con una cadenza di esattamente 70 semine, il tavoliere torna nella situazione iniziale.